# Hjalmar Linder
Hjalmar Constantin Linder (* 27. April 1862 in Nurmijärvi; † 2. Juni 1921 in Marseille) war ein finnischer Kammerherr, Baron, Parlamentsabgeordneter, Philanthrop, Großgrundbesitzer und Geldgeber. Er trug zur Industrialisierung Südfinnlands und insbesondere Lohjas an der Wende vom 19. zum 20. Jahrhundert bei. Linder ist auch dafür bekannt, dass er die miserablen Bedingungen in den Gefangenenlagern des finnischen Bürgerkriegs aufdeckte, was ihn ins Exil zwang.

## Frühe Jahre und Privatleben
Hjalmar Constantin wurde 1862 in eine Adelsfamilie geboren. Sein Vater war der Staatssekretär Constantin Linder und seine Mutter Gräfin Marie Linder (geb. Musin-Puškin). Bei der Taufe waren Aurora Karamzin, Graf Adolf Aminoff, Baron Alfons Walleen, Fürst Nikolai Trubetskoj, Fürstin Sofia Schahowskaja, Augustine Dorn, Anne Kraft, Ernst Linder, Wilhelmina Munck und Baron August Mannerheim anwesend. Hjalmar Linder verbrachte seine Kindheit auf dem Gut Kytäjä in Hyvinkää, das damals zur Gemeinde Nurmijärvi gehörte.
Im Jahr 1880 zog Linder nach Sankt Petersburg, um dort Jura zu studieren. Dort arbeitete er unter anderem als Beamter des Komitees für finnische Angelegenheiten. Linder lernte zu dieser Zeit die aristokratischen Kreise in Sankt Petersburg kennen. Später nahm er als Kammerherr und Günstling des Kammerherrn an Zeremonien und Festen am russischen Kaiserhof teil.
Linder lernte u. a. Carl Gustaf Mannerheim kennen, der im Laufe der Jahre zu Hjalmar Linders engstem Freund wurde. Mannerheim wohnte bei Linder in Sankt Petersburg, während er auf seine Versetzung in die russische Kavaliersgarde wartete.
Linder und Mannerheim erlebten viele Abenteuer, und auf seltsame Weise brachte ihre große Liebe sie einander näher. Zur Überraschung aller heiratete Linder Mannerheims Schwester Sophie Mannerheim. Als er in Sankt Petersburg lebte, verschuldete sich Linder wegen seines Glücksspiels, aber der Cousin seines Vaters, Fridolf Linder, der Besitzer des Gutes Mustio, kam ihm zu Hilfe und bezahlte die Spielschulden. Fridolf Linder, der später unverheiratet starb, vermachte sein Vermögen an Hjalmar.
Linder erhielt 1892 den Rang eines Kammerjunkers und 1909 den eines Kammerherrn.
Linder war bisexuell. Im Jahr 1896 heiratete er die Schwester von Marschall Mannerheim, Sophie Mannerheim. Die kinderlose Ehe wurde jedoch 1899 geschieden. Sophie Mannerheim ging nach der Scheidung nach London, um dort Krankenpflege zu studieren, und Linder selbst heiratete nie wieder. Er war jedoch ein angenehmer und gastfreundlicher Mensch, und seine Freundschaft mit der Familie Mannerheim hielt an, auch wenn die familiäre Beziehung endete.
Linder war 1891, 1894, 1900, 1904–1905 und 1905–1906 Mitglied des Parlaments. Im Jahr 1894 vertrat er die Familie Standertskjöld-Nordenstam und im Jahr 1900 die Familie Stjerncrantz.
In den 1890er Jahren kaufte Linder das Gut Laakspohja von seinem Cousin in Lohja und übernahm das Gut Vanjärvi in Vihti, das im Besitz der Familie war. Im Jahr 1907 kaufte er das Gut Kytäjä von seinem Vater. Zu Beginn des Jahrhunderts kaufte er sein erstes Auto, und in den 1910er Jahren besaß er bereits mehrere Fahrzeuge, darunter einen Rolls-Royce Silver Ghost. Er unternahm ausgedehnte Reisen ins Ausland und organisierte in Finnland große Jagdausflüge und Partys, für die er Speisen und Getränke aus Paris und Sankt Petersburg bestellte. Zu seinem 50. Geburtstag reiste Linder mit einer großen Partygesellschaft per Zug in den Kaukasus.
Linder war Mitglied des White’s Gentlemen’s Club in London. Der Club ist der älteste Gentlemen’s Club in England.
Um die Schrecken des finnischen Bürgerkriegs zu vergessen, organisierte Linder im Oktober 1918 eine unvergessliche Jagdreise nach Norwegen, wohin er seinen Freund Mannerheim eingeladen hatte. Die Reise war der Beginn einer Romanze zwischen ihm und Catharina „Kitty“ Linder, Linders 31-jähriger Halbschwester, die sich zu einem jahrelangen Briefwechsel entwickelte.
Im Jahr 1919 stiftete Linder der Universität Helsinki eine Professur für Kunstgeschichte und schenkte im folgenden Jahr seine umfangreiche Kunstsammlung dem Schwedischen Nationalmuseum in Stockholm und dem Finnischen Kunstverein im Kunstmuseum Ateneum. Die finnische Schenkung umfasste unter anderem das hochgeschätzte Rembrandt-Gemälde „Der lesende Mönch“ sowie Porträtgemälde der britischen Künstler Joshua Reynolds und Henry Raeburn.
Linder war ein großer und geselliger Mensch. Er war ein Freund von Kunst und Kultur und organisierte auf Gut Mustio spektakuläre gesellschaftliche Veranstaltungen. Die Küche vom Mustio-Herrenhaus war für ihre hohe Qualität der französischen Gourmetküche bekannt. Seine Ferien verbrachte Linder an der französischen Riviera.
Linder war als Philanthrop bekannt, der Menschen in Not half. Arme und Kranke verließen sich auf Linders Hilfe.

## Industriemagnat
Hjalmar Linder erbte von seinem 1896 verstorbenen Onkel Fridolf Linder ein umfangreiches Geschäftsvermögen.
Im Jahr 1906 gründete Linder die Zellstofffabrik Lohja (später Lohjan Selluloosa O.Y.), die sich nach vielen Etappen zur Papierfabrik der heutigen Loparex Oy entwickelt hat. Als Arbeitgeber war Linder fortschrittlich: Er führte den Achtstundentag ein, stellte den Arbeitern kostenlose Medikamente zur Verfügung und zahlte Lohnfortzahlung im Krankheitsfall, noch bevor dies gesetzlich vorgeschrieben war.
Im Jahr 1907 baute Linder eine elektrische Eisenbahn zwischen dem Bahnhof Lohja und der Zellstofffabrik, die ihm gehörte. Außerdem baute er eine Schmalspurbahn zwischen dem Kytäjä-Herrenhaus und Hyvinkää. Die Bahn wurde 1907 fertiggestellt und 1911 bis Karkkila verlängert. Im Jahr 1917 besaß Linder neben der Zellstofffabrik die Gutshöfe Kytäjä und Mustio, zwei Holzmühlen, die Högfors-Mühlen in Karkkila, das Eisenwerk Rautakoski und mehrere Sägewerke. Zu dieser Zeit hatte er Berichten zufolge 5000 Beschäftigte und 64.000 Hektar Land. In Mustio baute er die dritte Eisenbahnlinie in seinem Besitz, die elektrische Mustio-Eisenbahn.

## Der erste Autobesitzer Finnlands?
Im Frühjahr 1926 veröffentlichte der Magister Yrjö Weilin einen Artikel im Helsingin Sanomat, in dem er schrieb:

„...uranuurtaja autoilun alalla oli sentään kamariherra Hjalmar Linder -vainaja. V. 1895 hän näki jossakin autokilpailussa Ranskassa erään Georges Richard -kilpa-auton, osti sen ja teetti siihen henkilökorin... (...der Pionier auf dem Gebiet des Automobils war schließlich der Kammerherr Hjalmar Linder - ein Autoliebhaber. 1895 sah er bei einem Autorennen in Frankreich einen Rennwagen von Georges Richard, kaufte ihn und ließ eine Karosserie dafür anfertigen...)“

Obwohl Weilins Artikel, der offenbar aus dem Gedächtnis geschrieben wurde, Fehler enthält, ist er eine wichtige Quelle für die Frage nach dem ersten finnischen Auto. Den Ruhm für das erste Auto im Besitz eines finnischen Bürgers scheinen sich Linder und Victor Forselius, ein Kaufmann aus Turku, zu teilen. Jussi Nieminen, Herausgeber von Tekniikan Maailman, schrieb 2018, dass Forselius den Benz Velo Comfortable im Frühjahr 1900 nach Finnland brachte, was bedeutet, dass Forselius der Besitzer des ersten Autos in Finnland war. Laut dem Journalisten Helge Nygren brachte Linder auf einer seiner zahlreichen Auslandsreisen im Jahr 1900 einen französischen Renault und einen französischen Fahrer mit. Andererseits verkündete Oy Victor Forselius Ab im Dezember 1905 im Hufvudstadsbladet, dass „ensimmäinen todellinen moottorivaunu tuli Suomeen, tuotettiin toimestamme keväällä 1900“ (die erste echte Motorkutsche nach Finnland kam, hergestellt von unserer Firma im Frühjahr 1900). In den historischen Quellen des Finnischen Automobilclubs steht unter einem Bild von Linders Auto „Finlands första automobil, 15 AP Renault“. Einige Experten glauben jedoch, dass das Bild Linders zweiten Benz zeigt, den er 1903 kaufte. Von Hjalmar Linder ist bekannt, dass er im ersten Jahrzehnt des 20. Jahrhunderts drei Autos besaß, von denen das letzte ein Rolls-Royce war.  Keines der Autos von Linder hat bis heute überlebt.

## Der Bürgerkrieg und das Exil
Linder floh 1918 vor dem finnischen Bürgerkrieg ins Ausland. Bei seiner Rückkehr fand er sein Hab und Gut unversehrt vor, konnte sich aber mit den Nachkriegsbedingungen nicht abfinden. Nach einem Besuch des Gefangenenlagers Suomenlinna schrieb Linder am 28. Mai einen Artikel für das Hufvudstadsbladet mit dem Titel „Nog med blodbad!“ (Genug des Gemetzels!).

„Hirmuteot jatkuvat maassamme, Ylipäällikön nimenomaisesta kiellosta huolimatta valkoiset ovat jatkaneet punaisten täysin mielivaltaiselta tuntuvaa murhaamista. Uhrit on usein valittu sattumanvaraisesti, ja heidät on teloitettu paikoissa, jotka eivät mitenkään liity sodanaikaisiin väkivaltaisuuksiin. Punaista hulluutta on maassamme totisesti seurannut valkoinen terrori. (Die Gräueltaten gehen in unserem Land weiter, trotz eines ausdrücklichen Verbots durch den Oberbefehlshaber haben die Weißen die Roten weiterhin scheinbar willkürlich ermordet. Die Opfer werden oft willkürlich ausgewählt und an Orten hingerichtet, die nichts mit der Gewalt des Krieges zu tun haben. Auf den roten Wahnsinn in unserem Land folgte mit Sicherheit der weiße Terror.)“

Linder kritisierte die Zustände in den von der Weißen Armee eingerichteten Gefangenenlagern, in denen die Menschen wie die Fliegen starben. Er warnte auch vor einer drohenden „nationalen Katastrophe“. Linder war es auch gelungen, die Zahl der roten Gefangenen in Erfahrung zu bringen, die bei 80.000 lag. Das Hufvudstadsbladet antwortete Linder später und behauptete, seine Informationen seien falsch und die Behandlung der Rotgardisten sei gerechtfertigt.
Nachdem er den Brief geschrieben hatte, wurde Linder als Verräter gebrandmarkt und erhielt Morddrohungen. Er war gezwungen, seine Besitztümer in Finnland zu verkaufen und nach Schweden ins Exil zu gehen.
In Schweden geriet er in Schwierigkeiten, als man anfing, bei ihm nicht bezahlte Steuern zu pfänden. Schließlich lebte Linder in Frankreich und in Algier, wo er eine Villa besaß. Ende Mai 1921, auf dem Weg von Algier nach Paris, beschlagnahmten die französischen Behörden in Marseille auf Antrag seiner Gläubiger sein Gepäck. Daraufhin schloss sich Linder, der sein Hab und Gut und seinen Lebenswillen verloren hatte, am 2. Juni in seinem Hotelzimmer ein und beging Selbstmord, indem er sich die Pulsadern aufschnitt.

## Erinnerungen
Im Mai 2006 wurde auf der Pohjolanmäki in Lohja ein von Kaisaleena Halinen entworfenes Denkmal für Hjalmar Linder eingeweiht. Auch die Linder-Schule ist nach ihm benannt.
Die Biografie über Linder, die Esa Koskisen schrieb, wurde 2005 veröffentlicht. Linder ist die zweite Hauptfigur in Raija Oranens Roman Metsjäjän sydän, der 2010 veröffentlicht wurde.